# Awais Khan
Awais Khan (20 april 1994) is een Pakistaans wielrenner.

## Carrière
In 2016 werd Khan tiende in het Aziatische kampioenschap tijdrijden voor beloften. Drie dagen later reed hij de wegwedstrijd niet uit.
In 2017 nam Khan deel aan de tijdrit op het wereldkampioenschap in het Noorse Bergen. Hij eindigde, op bijna dertien minuten van winnaar Tom Dumoulin, op plek 63. Enkel de Singaporees Teoh Yi Peng had meer tijd nodig om het 31 kilometer lange parcours af te leggen.